# Thư viện quốc gia Ba Lan
Thư viện Quốc gia Ba Lan (tiếng Ba Lan: Biblioteka Narodowa) là thư viện trung tâm của Ba Lan, trực tiếp thuộc Bộ Văn hóa và Di sản Quốc gia Cộng hòa Ba Lan.
Thư viện là nơi lưu trữ sách, tạp chí, ấn phẩm điện tử và nghe nhìn được xuất bản trên lãnh thổ Ba Lan, cũng như các ấn phẩm của Ba Lan xuất bản ở nước ngoài. Đây là thư viện nghiên cứu nhân văn quan trọng nhất, kho lưu trữ chính của các tài liệu văn bản Ba Lan và trung tâm thông tin tra cứu sách. Nó cũng đóng vai trò như một cơ sở nghiên cứu và một trung tâm phương pháp luận quan trọng cho các thư viện khác ở Ba Lan.
Thư viện Quốc gia nhận được một bản sao của mỗi cuốn sách được xuất bản ở Ba Lan dưới dạng lưu chiểu. Thư viện Jagiellonia là thư viện khác duy nhất ở Ba Lan có tầm cỡ giống như thư viện quốc gia.

## Cơ cấu tổ chức
Có ba bộ phận chung:
- Thư viện
- Viện thư mục của thư viện quốc gia
- Viện sách và độc giả

## Lịch sử

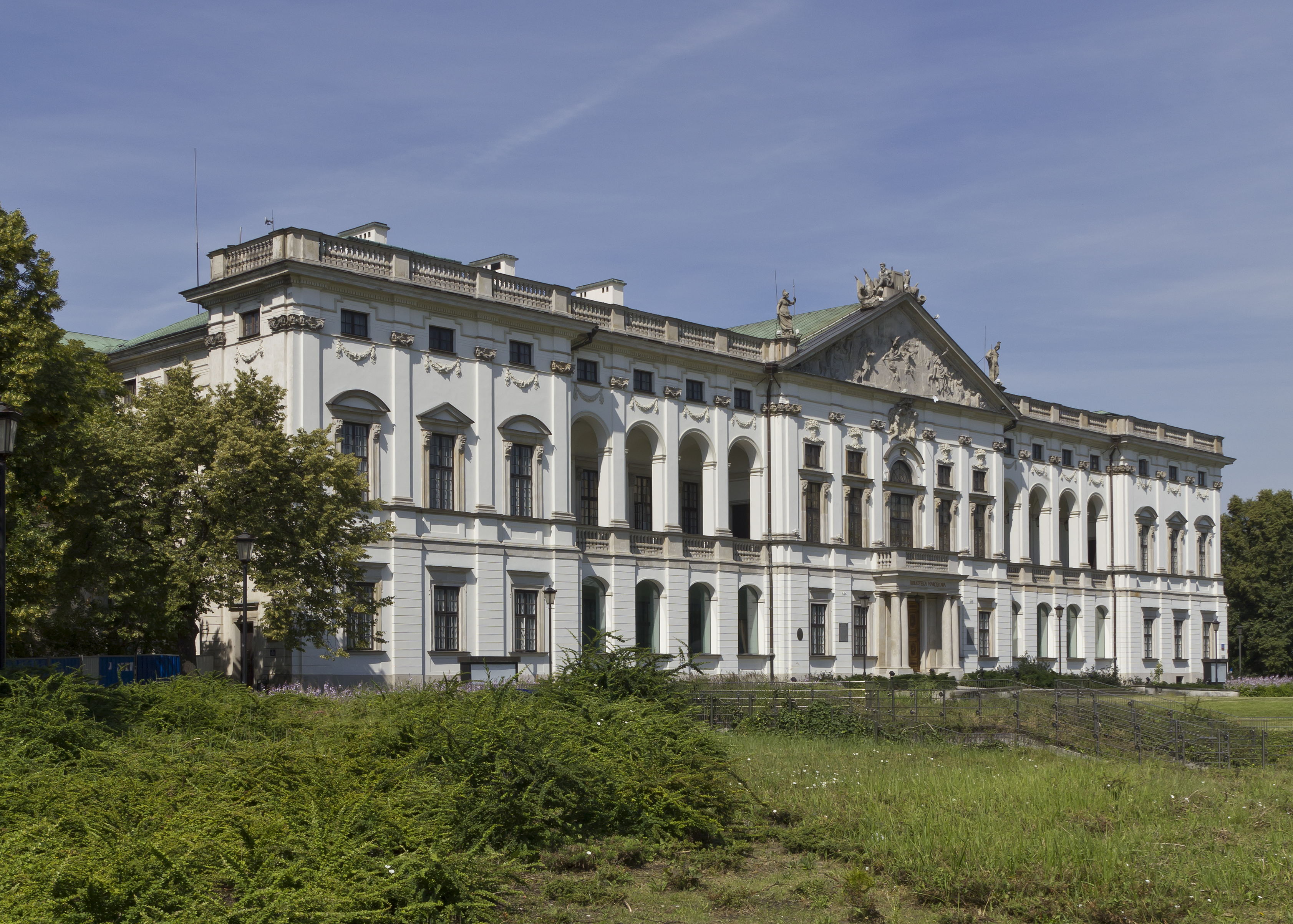
Tòa nhà Bộ sưu tập Đặc biệt: Cung điện Krasnoyani (Cung điện Khối thịnh vượng chung), Vác-sa-va

Thư viện Quốc gia có nguồn gốc từ thế kỷ 18 (Thư viện Załuski)  bao gồm các vật phẩm từ các bộ sưu tập của John III Sobieski lấy được từ cô cháu con gái của mình- Maria Karolina Sobieska, Nữ công tước Bouillon. Tuy nhiên, bộ sưu tập Załuski đã bị quân đội của Sa hoàng Nga Catherine II tịch thu sau Đệ nhị Cộng hòa Ba Lan và gửi đến Saint Petersburg, nơi các cuốn sách hình thành nên khối Thư viện Công cộng Hoàng gia khi nó được thành lập vào năm 1795. Một phần của bộ sưu tập đã bị hư hỏng trên đường vận chuyển từ thư viện đến Nga, và nhiều cuốn đã bị đánh cắp. Theo nhà sử học Joachim Lelewel, sách của Zaluskis, "có thể được mua cả rổ tại Grodno".
Do đó, khi Ba Lan giành lại độc lập vào năm 1918, không có tổ chức hay trung tâm nào có đủ khả năng hoạt động như chức năng của một thư viện quốc gia. Vào ngày 24 tháng 2 năm 1928, theo sắc lệnh của tổng thống Ignacy Mościcki, Thư viện Quốc gia đã được tạo ra dưới hình thức hiện đại. Nó được mở vào năm 1930 và ban đầu có 200 nghìn tập. Tổng giám đốc đầu tiên của nó là Stefan Demby, kế hoạch phát triển thư viện đã thành công vào năm 1934 bởi giáo sư- cán bộ thư viện Stefan Vrtel-Wierczyński. Quy mô bộ sưu tập của thư viện đã nhanh chóng được mở rộng. Ví dụ, vào năm 1932, chủ tịch Mościcki đã tặng tất cả sách và bản thảo từ Bảo tàng Cung điện Wilanów cho thư viện, khoảng 40 nghìn tập và 20 nghìn bức ảnh từ bộ sưu tập của Stanisław Kostka Potocki.
Ban đầu Thư viện Quốc gia chưa có cơ sở riêng. Do đó, các bộ sưu tập được đặt rải rác ở một số nơi. Phòng đọc chính nằm trong tòa nhà thư viện mới được xây dựng của Trường Kinh tế Vác-sa-va. Năm 1935, Cung điện Potocki ở Vác-sa-va đã trở thành nhà cho các bộ sưu tập đặc biệt. Dự án về một tòa nhà mới tại Cực Mokotowskie, trong một "Khu chính phủ" hoành tráng, được xây dựng để làm nơi đặt thư viện. Tuy nhiên, việc xây dựng bị cản trở bởi sự bùng nổ của Thế chiến II.
Trước Thế chiến II, các bộ sưu tập có trong thư viện bao gồm:
- 6,5 triệu cuốn sách và tạp chí từ thế kỷ 19 và 20
- 3.000 bản in sơ khai
- 2.200 sách in cổ
- 52.000 bản thảo
- bản đồ, biểu tượng và bản nhạc

Năm 1940, Đức Quốc xã đã chiếm đóng, thay đổi Thư viện Quốc gia thành Thư viện Thành phố Vác-sa-va và chia nó như sau:
- Khoa Sách dành cho người Đức (nằm trong tòa nhà Đại học Vác-sa-va)
- Khoa Sách bị hạn chế, chứa những cuốn sách hạn chế độc giả đọc (nằm ở vị trí chính của thư viện - Trường Kinh tế)
- Tất cả các bộ sưu tập đặc biệt từ các văn phòng và tổ chức Vác-sa-va khác nhau (nằm trong Cung điện Cộng hòa)

Năm 1944, các bộ sưu tập đặc biệt đã bị Đức Quốc xã đốt cháy như một phần của sự đàn áp sau cuộc nổi dậy Vác-sa-va. 80.000 cuốn sách được in sơ khai, bao gồm các cuốn sách Ba Lan vô giá của thế kỷ 16-18, 26.000 bản thảo, 2.500 bản in, 100.000 bản vẽ và bản khắc, 50.000 bản nhạc và tài liệu sân khấu đã bị hủy hoại. Người ta ước tính rằng trong số hơn 6 triệu tập trong các thư viện lớn của Vác-sa-va vào năm 1939, 3,6 triệu tập đã bị mất trong Thế chiến II, một phần lớn trong số đó thuộc về Thư viện Quốc gia.

## Bộ sưu tập

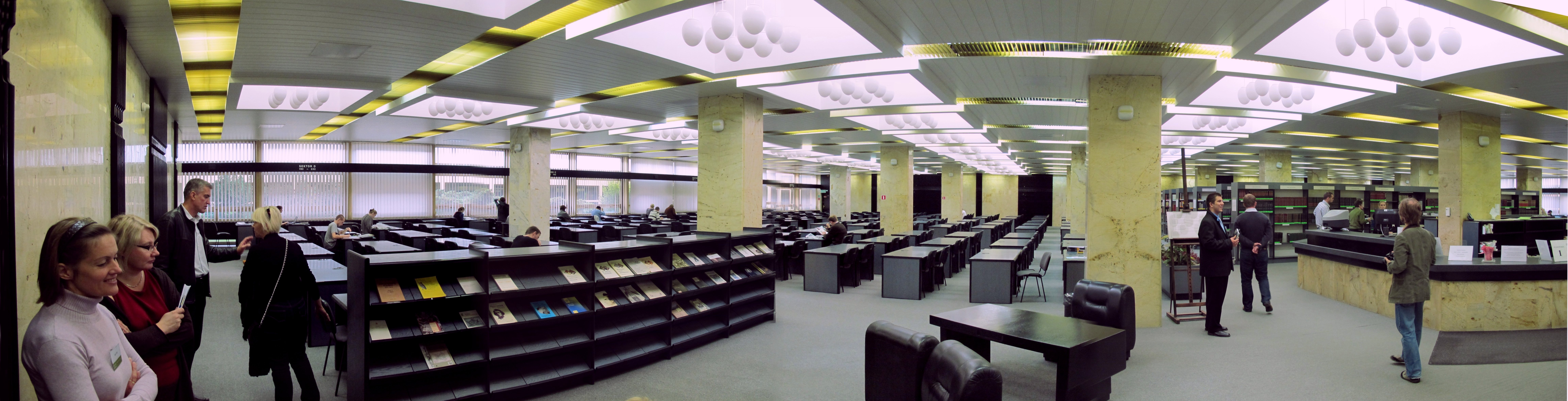
Phòng đọc chính

Ngày nay, các bộ sưu tập của Thư viện Quốc gia là một trong những bộ sưu tập lớn nhất cả nước. Trong số 7.900.000 tập (2004) được lưu trữ trong thư viện có 160.000 tập được in trước năm 1801, hơn 26.000 bản thảo (bao gồm 6.887 bản thảo âm nhạc), hơn 114.000 bản in nhạc và 400.000 bản vẽ. Các bộ sưu tập thư viện cũng bao gồm các bức ảnh và các tài liệu mang tính biểu tượng khác, hơn 101.000 tập atlas và bản đồ, hơn 2.000.000 bản in tạm thời, cũng như hơn 2.000.000 cuốn sách và khoảng 800.000 bản tạp chí từ thế kỷ 19 đến 21. Các vật phẩm đáng chú ý trong bộ sưu tập bao gồm 151 bản in cổ Codex Suprasliensis, được ghi vào danh sách Chương trình Thế giới của UNESCO năm 2007 để ghi nhận tầm quan trọng siêu khu vực và siêu quốc gia của nó.
Năm 2012, thư viện đã ký một thỏa thuận để thêm 1,3 triệu bản ghi của thư viện Ba Lan vào danh mục liên hợp trực tuyến WorldCat.